# 方氏鰟鮍
方氏鰟鮍（学名：Rhodeus fangi）为輻鰭魚綱鲤形目鱊科鰟鮍属的其中一种。在中国，分布于珠江、长江、黄河、黑龙江等水系，體長可達6.5公分，繁殖期時，雌魚將卵產在雙殼貝體內，在那裡孵化，幼魚則留在其中直到能夠游泳。该物种的模式产地在江苏。

## 扩展阅读
維基物種上的相關：方氏鰟鮍